# Чувашки Тимерлек
Чувашки Тимерлек (на руски: Чувашский Тимерлек; на татарски: Чуваш Тирмәннеге) е село, разположено в Нурлатски район, Татарстан. Населението му през 1992 година е 469 души, съставено предимно от етнически чуваши.